# Baryproctus barypus
Baryproctus barypus är en stekelart som först beskrevs av Marshall 1885.  Baryproctus barypus ingår i släktet Baryproctus och familjen bracksteklar. Arten är reproducerande i Sverige. Inga underarter finns listade.